# چیک رید
چیک رید (انگلیسی: Chick Reed؛ ۲۱ مارس ۱۹۱۲ – ۲۸ ژوئیهٔ ۱۹۶۴) بازیکن فوتبال اهل بریتانیا بود.
از باشگاه‌هایی که در آن بازی کرده‌است می‌توان به باشگاه فوتبال ساوتپورت، باشگاه فوتبال شفیلد یونایتد، باشگاه فوتبال چسترفیلد، باشگاه فوتبال نوتس کانتی، باشگاه فوتبال منزفیلد تاون، باشگاه فوتبال لینکولن سیتی، و باشگاه فوتبال اسپالدینگ یونایتد اشاره کرد.